# Carios faini
Carios faini är en fästingart som beskrevs av Harry Hoogstraal 1960. Carios faini ingår i släktet Carios och familjen mjuka fästingar. Inga underarter finns listade.